# ایر مالاوی
ایر مالاوی (به انگلیسی: Air Malawi) یک شرکت هواپیمایی با کد یاتا QM است که در تاریخ مارس ۱۹۶۴ میلادی تأسیس شده و در تاریخ فوریه ۲۰۱۳ فعالیتش را آغاز کرده‌است. دفتر مرکزی ایر مالاوی در لیلونگوه، مالاوی واقع شده‌است و قطب این شرکت هواپیمایی در فرودگاه بین‌المللی چیلکا قرار دارد و به ۶ مقصد، پرواز مستقیم انجام می‌دهد.

## مقصدهای پروازی
| † | قطب شرکت هواپیمایی |
| ¤ | شهر کانونی         |